# Cantonul Celles-sur-Belle
Cantonul Celles-sur-Belle este un canton din arondismentul Niort, departamentul Deux-Sèvres, regiunea Poitou-Charentes, Franța.